# Georg Arfmann

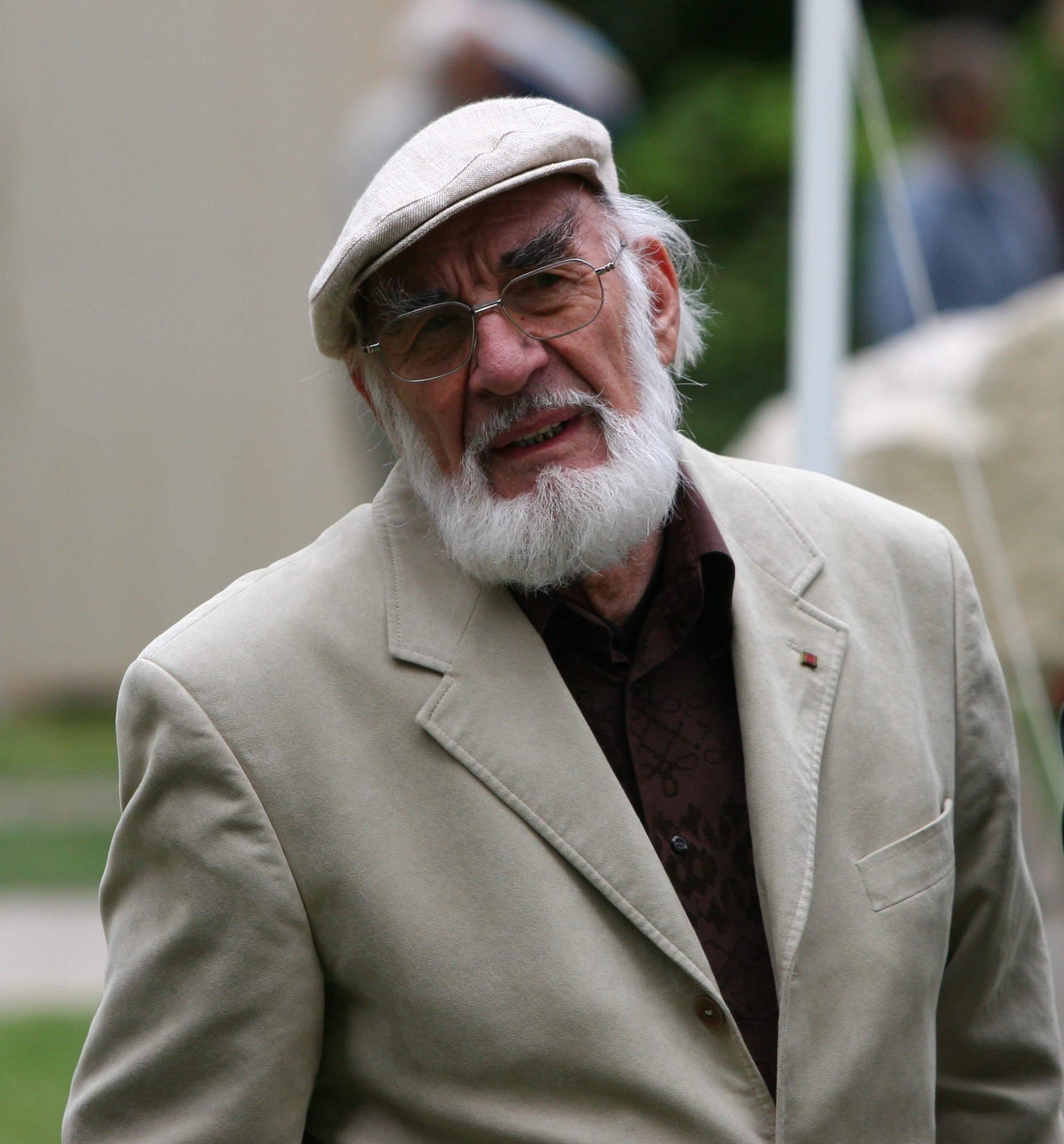
Georg Arfmann (2008), während eines Bildhauer-Symposiums vor dem Dom Königslutter

Georg Arfmann (* 20. Juni 1927 in Bremen; † 9. August 2015 in Königslutter am Elm) war ein deutscher Bildhauer.

## Leben
Georg Arfmann gestaltete schon früh mit Ton und Knetmasse, was eine erhaltene kleine Tierplastik des zwölfjährigen Jungen belegt. Gefördert und entdeckt wurde sein Talent durch seinen Großvater, einen Kunstschmied.
Arfmann begann 1944 eine Lehre zum Steinmetz und Bildhauer, die er jedoch unterbrechen musste, als er zum Reichsarbeitsdienst eingezogen wurde. Seine handwerkliche Ausbildung schloss er 1946 mit der Note sehr gut ab. Sein Gesellenstück war ein Löwe, den er bei Ernst Gorsemann modellierte.
Von 1946 bis 1950 studierte er Bildhauerei an der Staatlichen Kunstschule, heute die Hochschule für Künste Bremen, die er als graduierter Bildhauer mit Auszeichnung abschloss. Hiernach nahm er seine Tätigkeit als freiberuflicher Bildhauer auf. 1972 begann er, als Fachlehrer an der Steinmetz- und Bildhauerschule in Königslutter zu unterrichten. 1984 wurde er mit der Verdienstmedaille des Bundesverdienstkreuzes ausgezeichnet.

## Werk
Ein Schwerpunkt von Arfmanns Schaffen war die Rekonstruktion und Restaurierung von Bauwerken und Fassaden. Derartige Arbeiten führte er unter anderem in Bremen, Hannover, Hildesheim, Norden und Braunschweig durch. Daneben schuf er für öffentliche und private Auftraggeber Werke und beteiligte sich erfolgreich an Ausschreibungen zur Kunst am Bau. Seine eigenen Werke stellen zumeist Tiere oder Menschen in Bronze oder Stein dar. Daneben fertigte er auch stärker stilisierte und abstrakte Werke. Sein gesamtes Werk steht im Spannungsfeld von Bildhauerei und Handwerk.

### Werke im öffentlichen Raum
- Braunlage – Eichhörnchenbrunnen
- Braunschweig – Löwe und Falke (1984) an der Giebelbekrönung der Burg Dankwarderode aus Elmkalkstein; zwei Glasfenster in der Paul-Gerhardt-Kirche; ein 2 m hohes Bronzekreuz in der St.-Lukas-Kirche
- Bremen – Rekonstruktionen am Gewerbehaus, am Bürgerhaus, an der Sparkasse am Markt, Rekonstruktion der Giebelfigur und der Löwen am Schütting, Fassadenschmuck am Bankhaus Neelmeyer, Herstellung von Kopien der Figuren Plato der Weise (1961) und Kurfürst von Bayern am Bremer Rathaus. Eigene Werke: Bremer Stadtmusikanten am Hotel Schaper-Siedenburg, Eichhörnchenbrunnen vor der Sparkasse in der Waller Heerstraße, Denkmal für die Verteidiger der Bremer Räterepublik in Bremen aus Michelnauer Tuff und als Ersatz für die von den Nazis 1938 zerstörte Pietà von 1922 von Bernhard Hoetger, Ehrenmal für 29 gefallenen Verteidiger der Räterepublik aus drei Steinblöcken und 29 Säulen auf dem Waller Friedhof, Wandrelief für die Roland-Kaserne, Wandrelief für die Stadtbibliothek in Bremen-Lesum aus Bronze (1969)
- Bremerhaven – Zwei Brunnenanlagen
- Donaustauf – Büste von Carl Friedrich Gauß (2007) aus Carrara-Marmor für die Gedenkstätte Walhalla
- Emden – Reliefs am Emder Rathaus (1963) aus Obernkirchener Sandstein
- Hankensbüttel – Schweinegruppe mit Mädchen (1991) aus Bronze
- Hannover – Rekonstruktion der Fassade des Leibnizhauses (1979–1983) mit 400 einzelnen Werksteinen aus Obernkirchener Sandstein und des Georg-von-Cöllin-Hauses, Rekonstruktion der Dachbekrönung der Duvekapelle an der Kreuzkirche. Eigene Werke: Sandstein-Medaillons an der U-Bahn-Haltestelle Braunschweigerplatz, Büste aus Bronze von Johann Adam Kersting (1987), dem ersten Direktor der Tierärztlichen Hochschule
- Helmstedt – Herzog-Julius-Denkmal, Bronzeskulptur (2010)
- Hildesheim – Rekonstruktion des Marktbrunnens, des Roland-Hauses und an der Fassade des Kaiserhauses, Neuschöpfung einer Relief-Steinsäule mit Bronzeplatten im Nämisch-Park, drei Steinfiguren am Hildesheimer Kaiserhaus (1988)
- Königslutter – Kräuterweib (Bronze) vor der Domapotheke
- Meine – „Bauern bei der Rübenernte“ (2001) mit vier lebensgroße Bronzeskulpturen
- Norden – Rekonstruktion von Figuren, Wappen und Schriftband der Ludgeri-Kirche
- Rolândia (Brasilien) – Kopie des Bremer Roland (1957) mit einer Größe von 7,50 m aus Obernkirchener Sandstein
- Scheden – Denkmal für Johann Joachim Quantz (1991) aus Bronze[2]
- Groß-Schwülper – Spargelstecherinnen (1997) aus Bronze
- Wittingen – Gänseliesel-Brunnen (1991), Statuen des Schusterjungen (1996), des Braumeisters (1998), Bauer, Kuh und Pferd vor einer Tränke mit Pumpe (1995), eine Gutenberg-Plastik mit Jünger (2002) (alle aus Bronze) und das Stadtwappen (Kalksteinsäule mit Bronzelöwen)
- Wolfsburg-Hehlingen – Roland mit Pferd aus Bronze (2012)
- Wolfsburg-Vorsfelde – Schweinerotte mit Hütejungen aus Bronze (2002)